# Rutland-Melton International CiCLE Classic
A Rutland-Melton International CiCLE Classic é uma competição de ciclismo profissional de um dia britânica que se disputa na região de Midlands Orientais, habitualmente em meados do mês de abril. Conhece-lha como a "Paris-Roubaix britânica" devido à multidão de passos por caminhos rurais sem asfaltar.
Criou-se em 2005 como amador por isso a maioria de vencedores têm sido britânicos. Desde o 2007 faz parte do UCI Europe Tour, dentro da categoria 1.2 (última categoria do profissionalismo).
Apesar de sua curta história tem tido diversos nomes. Sendo estes todos os nomes oficiais que tem tido:
- Rutland-Melton Cicle Classic (2005-2007)
- East Midlands International Cicle Classic (2008-2010)
- TESCO Rutland-Melton International CiCLE Classic (2011)
- Rutland-Melton International CiCLE Classic (2012-2014)

## Palmarés
Em amarelo: edição amador.
| Ano                                              | Vencedor         | Segundo          | Terceiro            |
| Rutland-Melton Cicle Classic                     |                  |                  |                     |
| ------------------------------------------------ | ---------------- | ---------------- | ------------------- |
| 2005                                             | Scott Gamble     | Benoît Lagorce   | Matthew Stephens    |
| 2006                                             | Robin Sharman    | Chris Newton     | Jonathan Dayus      |
| 2007                                             | Malcolm Elliott  | Ian Wilkinson    | Michael Skelde      |
| East Midlands International Cicle Classic        |                  |                  |                     |
| 2008                                             | Ciaran Power     | Jan Bos          | Malcolm Elliott     |
| 2009                                             | Ian Wilkinson    | Michael Berling  | Yanto Barker        |
| 2010                                             | Michael Berling  | Dan Craven       | Yanto Barker        |
| TESCO Rutland-Melton International CiCLE Classic |                  |                  |                     |
| 2011                                             | Zakkari Dempster | Erwin De Kerf    | Marcin Białobłocki  |
| Rutland-Melton International CiCLE Classic       |                  |                  |                     |
| 2012                                             | Alexandre Blain  | Jamie Sparling   | James McCallum      |
| 2013                                             | Ian Wilkinson    | Ian Bibby        | Éric Berthou        |
| 2014                                             | Thomas Moses     | Thomas Scully    | Mark McNally        |
| 2015                                             | Steele Von Hoff  | Christopher Opie | Harry Tanfield      |
| 2016                                             | Conor Dunne      | Gruffudd Lewis   | Christopher Lawless |
| 2017                                             | Daniel Fleeman   | Hayden McCormick | Brenton Jones       |
| 2018                                             | Gabriel Cullaigh | Karol Domagalski | Koos Jeroen Kers    |
| 2019                                             | Colin Joyce      | Gabriel Cullaigh | Rory Townsend       |
| 2020-2021                                        | não se disputou  |                  |                     |
| 2022                                             | Finn Crockett    | Tomáš Kopecký    | Jacob Scott         |
| 2023                                             | Luke Lamperti    | Tijl De Decker   | James McKay         |

## Palmarés por países
| País           | Vitórias |
| -------------- | -------- |
| Reino Unido    | 9        |
| Austrália      | 2        |
| Irlanda        | 2        |
| Estados Unidos | 2        |
| Dinamarca      | 1        |
| França         | 1        |